# Peribaea argentifrons
Peribaea argentifrons là một loài ruồi trong họ Tachinidae.